# Подіздебно
Подіздебно (пол. Podizdebno) — село в Польщі, у гміні Рибчевиці Свідницького повіту Люблінського воєводства.